# Percepción del tiempo

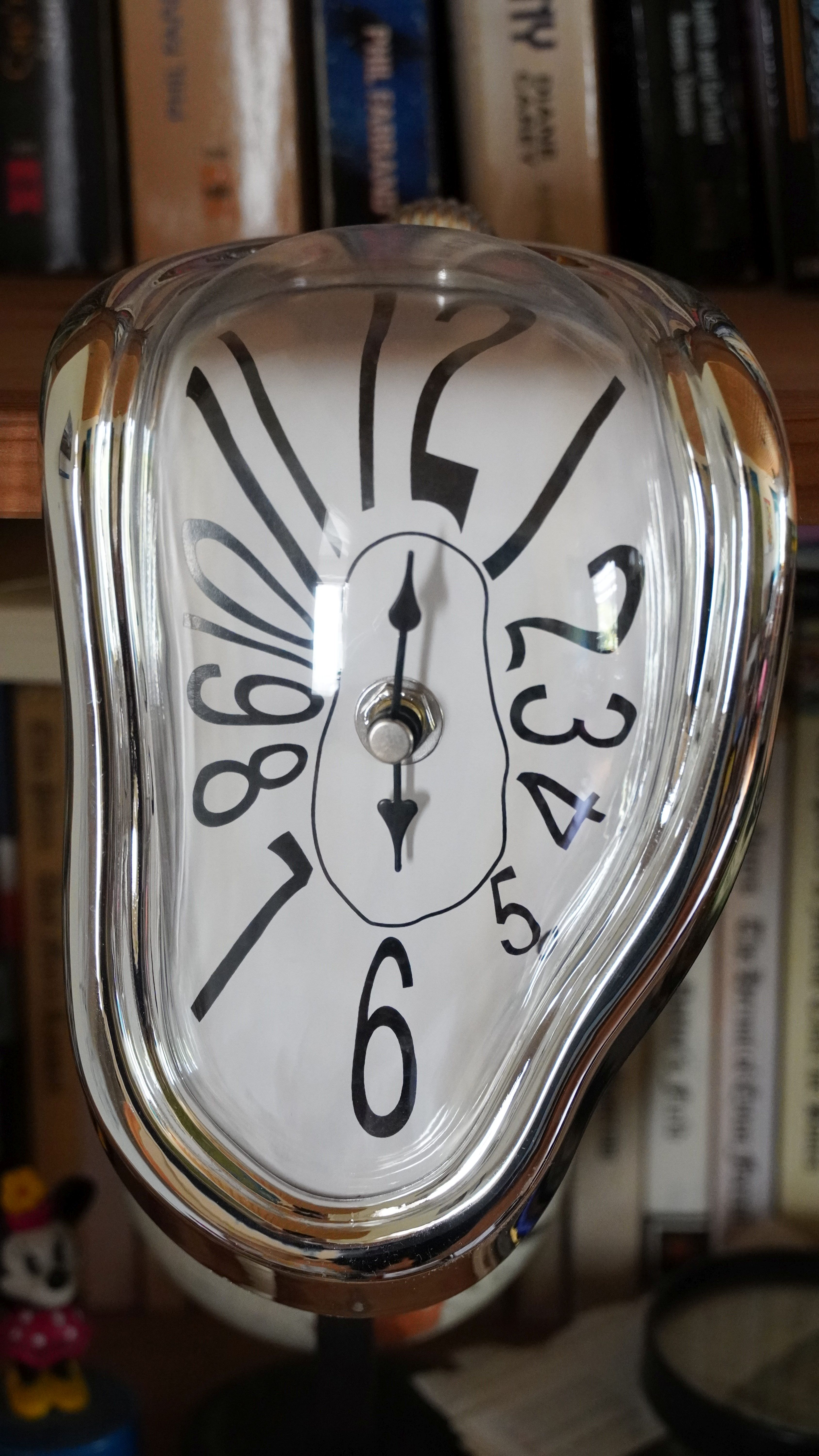
Reloj diseñado según un cuadro onírico de Salvador Dalí. En los sueños el tiempo parece transcurrir de forma diferente.

El estudio de la percepción del tiempo, cronocepción o percepción temporal es un campo dentro de la psicología, la lingüística cognitiva y la neurociencia que se refiere a la experiencia que una persona tiene del tiempo. Esta experiencia subjetiva del tiempo, sentido del tiempo o consciencia del tiempo se mide por cómo la persona percibe la duración de un intervalo de tiempo en el que no hay acontecimientos, y también por su percepción del devenir de los acontecimientos cuando los hay.
El intervalo de tiempo percibido entre 2 eventos sucesivos se denomina duración percibida. Aunque no es posible que una persona experimente cómo otra percibe el tiempo, la percepción se puede estudiar e inferir objetivamente a través de una serie de experimentos científicos. 
La percepción del tiempo es una construcción del cerebro que es manipulable externamente y puede ser alterada en determinadas circunstancias. Algunas ilusiones temporales ponen de manifiesto los mecanismos neuronales que subyacen en la percepción del tiempo.
Los antiguos griegos reconocieron la diferencia entre el tiempo cronológico (cronos) y el tiempo subjetivo (kairos).
Karl Ernst von Baer realizó un trabajo pionero sobre la percepción del tiempo, que resalta las diferencias particulares de las especies.

## Teorías
La percepción del tiempo generalmente se clasifica en 3 rangos distintos, porque se procesan diferentes rangos de duración en distintas áreas del cerebro:
- Temporización de subsegundos o temporización de milisegundos
- Temporización de intervalos o temporización de segundos a minutos
- Temporización circadiana (Latínː circa dia, cerca de un día; ver Ritmos circadianos)

Existen muchas teorías y modelos computacionales para los mecanismos cerebrales de percepción del tiempo. William J. Friedman (1993) contrastó dos teorías del sentido del tiempo:
- El modelo de fuerza de la memoria del tiempo. Esta teoría postula un rastro de memoria que persiste en el tiempo, por el cual uno podría estimar cuán viejo es un recuerdo (y, por lo tanto, cuánto tiempo hace que ocurrió el evento recordado) a partir de la fuerza del rastro. Esta teoría entra en conflicto con el hecho de que los recuerdos de eventos recientes pueden desvanecerse más rápidamente que los recuerdos más lejanos.
- El modelo de inferencia sugiere que el momento en que se produjo el evento que se recuerda se deduce de la información sobre las relaciones entre ese evento y otros cuya fecha u hora se conoce.

Otra hipótesis postula que, de forma subconsciente, el cerebro cuenta "pulsos" durante un intervalo específico, funcionando como un cronómetro biológico. Esta teoría propone que el cerebro puede ejecutar múltiples cronómetros biológicos de forma independiente según el tipo de tareas que está siguiendo. La fuente y la naturaleza de estos "pulsos" no está clara. Son todavía una metáfora cuya correspondencia con la anatomía o la fisiología del cerebro se desconoce.

## Perspectivas filosóficas
El presente engañoso es la duración del tiempo en el que se experimenta un estado de conciencia como si se estuviera en el presente. El término fue introducido por primera vez por el filósofo ER Clay en 1882 (E. Robert Kelly), y fue desarrollado por William James. James definió el presente engañoso como «el prototipo de todos los tiempos concebidos ... la corta duración de la que somos conscientes de forma inmediata y constante». En la obra Pensamiento científico (1930), CD Broad profundizó en el concepto de presente engañoso y postuló que podría considerarse como el equivalente temporal de un dato sensorial (es decirː con el oído escuchamos la palabra «tres»; eso es un dato; con la vista vemos el nombre «Ana», otro dato; con el presente engañoso suministramos a nuestro cerebro datos sobre el paso del tiempo). 
Edmund Husserl utilizó una versión del concepto en sus obras y Francisco Varela la trató más a fondo basándose en los escritos de Husserl, Heidegger y Merleau-Ponty. 
Aunque la percepción del tiempo no está asociada con un sistema sensorial específico, los psicólogos y neurocientíficos sugieren que los humanos tienen un sistema, o varios sistemas complementarios, que gobiernan la percepción del tiempo. La percepción del tiempo es manejada por un sistema altamente distribuido que involucra la corteza cerebral, el cerebelo y los ganglios basales. Un componente particular, el núcleo supraquiasmático, es responsable del ritmo circadiano (o diario), mientras que otros grupos de células parecen ser capaces de una temporización más corta (ultradiano). Existe alguna evidencia de que neuronas dedicadas procesan duraciones muy cortas (milisegundos) en partes sensoriales tempranas del cerebro.
Warren Meck ideó un modelo fisiológico para la medida el paso del tiempo. Encontró que la representación del tiempo es generada por la actividad oscilatoria de las células en la corteza cerebral superior. La frecuencia de estas células es detectada por otras células en el cuerpo estriado dorsal en la base del prosencéfalo. 
El modelo de Meck definió separadamente los conceptos de tiempo explícito y tiempo implícito. El tiempo explícito es cuánto estima la persona que dura un estímulo. El tiempo implícito es cuánto estima la persona que queda para un evento inminente que se espera que ocurra en un futuro cercano. 
Estas dos estimaciones de tiempo no involucran las mismas áreas neuroanatómicas. Por ejemplo, el tiempo implícito a menudo se calcula para llevar a cabo una tarea motora (como agarrar un objeto que cae), que involucra el cerebelo, la corteza parietal izquierda y la corteza premotora izquierda. El tiempo explícito a menudo involucra el área motora suplementaria y la corteza prefrontal derecha.
Una persona puede considerar simultáneos 2 estímulos visuales que ocurren en momentos distintos si están separados por menos de 6 milisegundos. Por ejemplo, una lucecita roja se enciende a las 11ː26ː34ː726 y una verde próxima, a las 11ː26ː34ː728 (separación de 2 milisegundos). La persona que las está mirando puede percibir que se han encendido a la vez.
En su popular ensayo Tiempo cerebral, David Eagleman explica que diferentes tipos de información sensorial (auditiva, táctil, visual, etc.) son procesados a diferentes velocidades por diferentes arquitecturas neuronales. El cerebro debe aprender a superar estas disparidades de velocidad si quiere crear una representación temporalmente unificada del mundo exterior:

si el cerebro visual quiere que los acontecimientos sean correctos en el tiempo, sólo tiene una opción: esperar a que llegue la información más lenta. Para ello, debe esperar aproximadamente una décima de segundo. En los inicios de la televisión, los ingenieros se preocupaban por mantener sincronizadas las señales de audio y vídeo. Entonces descubrieron accidentalmente que tenían unos cien milisegundos de margen: Mientras las señales llegaran dentro de ese margen, los cerebros de los telespectadores las resincronizarían automáticamente. Este breve periodo de espera permite al sistema visual descontar los diversos retrasos impuestos por las primeras etapas; sin embargo, tiene el inconveniente de empujar la percepción hacia el pasado. Operar lo más cerca posible del presente es una clara ventaja para la supervivencia; un animal no quiere vivir demasiado lejos en el pasado. Por lo tanto, la ventana de la décima de segundo puede ser el retraso más pequeño que permite a las zonas superiores del cerebro tener en cuenta los retrasos creados en las primeras etapas del sistema sin dejar de operar cerca de la frontera del presente. Esta ventana de retardo significa que la conciencia es retroactiva, incorpora datos de una ventana de tiempo posterior a un suceso y ofrece una interpretación retardada de lo ocurrido.

Los experimentos han demostrado que ratas a las que se les ha extirpado la corteza por completo pueden estimar un intervalo de tiempo de aproximadamente 40 segundos. Esto sugiere que la estimación del tiempo puede ser un proceso de bajo nivel. 

## Perspectivas ecológicas
En la historia reciente, los ecologistas y psicólogos se han interesado en saber si los animales no humanos perciben el tiempo y cómo lo perciben, así como qué propósitos funcionales cumple la capacidad de percibir el tiempo. Los estudios han demostrado que muchas especies de animales, tanto vertebrados como invertebrados, tienen habilidades cognitivas que les permiten estimar y comparar intervalos de tiempo y duraciones de manera similar a los humanos.
Existe evidencia empírica de que la tasa metabólica tiene un impacto en la capacidad de los animales para percibir el tiempo. En general, es cierto —dentro los taxones y entre ellos— que los animales de menor tamaño (como las moscas), que tienen una tasa metabólica rápida, experimentan el tiempo más lentamente que los animales de mayor tamaño, que tienen una tasa metabólica lenta. Los investigadores suponen que esta podría ser la razón por la cual los animales de cuerpo pequeño son generalmente mejores para percibir el tiempo a pequeña escala y por qué son más ágiles que los animales más grandes.

### Percepción del tiempo en vertebrados

#### Ejemplos en peces
En un experimento de laboratorio, se condicionó a los peces dorados para que recibieran un estímulo de luz seguido de una descarga eléctrica aversiva (que les resultaba incómoda), con un intervalo de tiempo constante entre los dos estímulos. Los pececillos aumentaron su actividad general alrededor del momento de la descarga eléctrica. Esta respuesta persistió en ensayos posteriores en los que se mantuvo el estímulo luminoso pero se eliminó la descarga eléctrica. Esto sugiere que los peces dorados son capaces de percibir intervalos de tiempo e iniciar una respuesta de evitación en el momento en que esperan que suceda un estímulo desagradable.
En 2 estudios separados, las ojeras doradas y los inangas enanos demostraron la capacidad de asociar la disponibilidad de fuentes de alimentos a lugares y momentos del día específicos, lo que se conoce como aprendizaje de tiempo y lugar. Por el contrario, cuando se evaluó el aprendizaje de tiempo y lugar basado en el riesgo de depredación, los inangas no pudieron asociar patrones espaciotemporales a la presencia o ausencia de depredadores.
En junio de 2022, unos investigadores publicaron en Physical Review Letters que las salamandras mostraban respuestas contrarias a la intuición a la flecha del tiempo en la forma en que sus ojos percibían diferentes estímulos.

#### Ejemplos en aves
Cuando se les presenta la opción de obtener comida a intervalos regulares (con un tiempo fijo entre comidas) o a intervalos estocásticos (con tiempo variable), los estorninos pueden distinguir entre los 2 tipos de intervalos y prefieren consistentemente obtener comida a intervalos variables. Esto es así tanto si la cantidad total de comida es la misma para ambas opciones como si la cantidad total de comida es impredecible en la opción variable. Esto sugiere un comportamiento propenso al riesgo en los estorninos.
Las palomas son capaces de diferenciar varios momentos del día y mostrar aprendizaje de tiempo y lugar. Después del entrenamiento, las aves fueron capaces picotear teclas específicas en diferentes momentos del día (mañana o tarde) a cambio de comida, incluso después de que su ciclo de sueño/vigilia se cambiara artificialmente. Esto sugiere que para distinguir el momento del día, las palomas pueden usar un cronómetro interno (o cronómetro circadiano) independiente de las señales externas. Sin embargo, un estudio más reciente sobre el aprendizaje de tiempo y lugar en palomas sugiere que, para una tarea similar y cuando sea posible, los sujetos experimentales cambiarán a un mecanismo de tiempo no circadiano con la finalidad ahorrar recursos energéticos. Las pruebas experimentales revelaron que las palomas también son capaces de diferenciar señales de varias duraciones (del orden de segundos), pero que son menos precisas cuando cronometran señales auditivas que cuando cronometran señales visuales .

#### Ejemplos en mamíferos
Un estudio sobre perros de propiedad privada reveló que pueden percibir duraciones que van desde minutos hasta varias horas de manera diferente. Los perros reaccionaron con mayor intensidad al regreso de sus dueños cuando se les dejaba solos por más tiempo, independientemente del comportamiento de los dueños.
Después de ser entrenadas con refuerzo de comida, las hembras de jabalí son capaces de estimar correctamente intervalos de tiempo de días pidiendo comida al final de cada intervalo, pero no pueden estimar con precisión intervalos de tiempo de minutos con el mismo método de entrenamiento.
Cuando se entrenan con refuerzo positivo, las ratas pueden aprender a responder a una señal de cierta duración, pero no a señales de duración más corta o más larga, lo que demuestra que pueden distinguir las duraciones. Las ratas han mostrado aprendizaje de tiempo y lugar, y también pueden aprender a inferir el momento correcto para una tarea específica siguiendo un orden de eventos, lo que sugiere que podrían usar un mecanismo de tiempo ordinal. Al igual que las palomas, se cree que las ratas tienen la capacidad de utilizar un mecanismo de tiempo circadiano para discriminar la hora del día.

### Percepción del tiempo en invertebrados

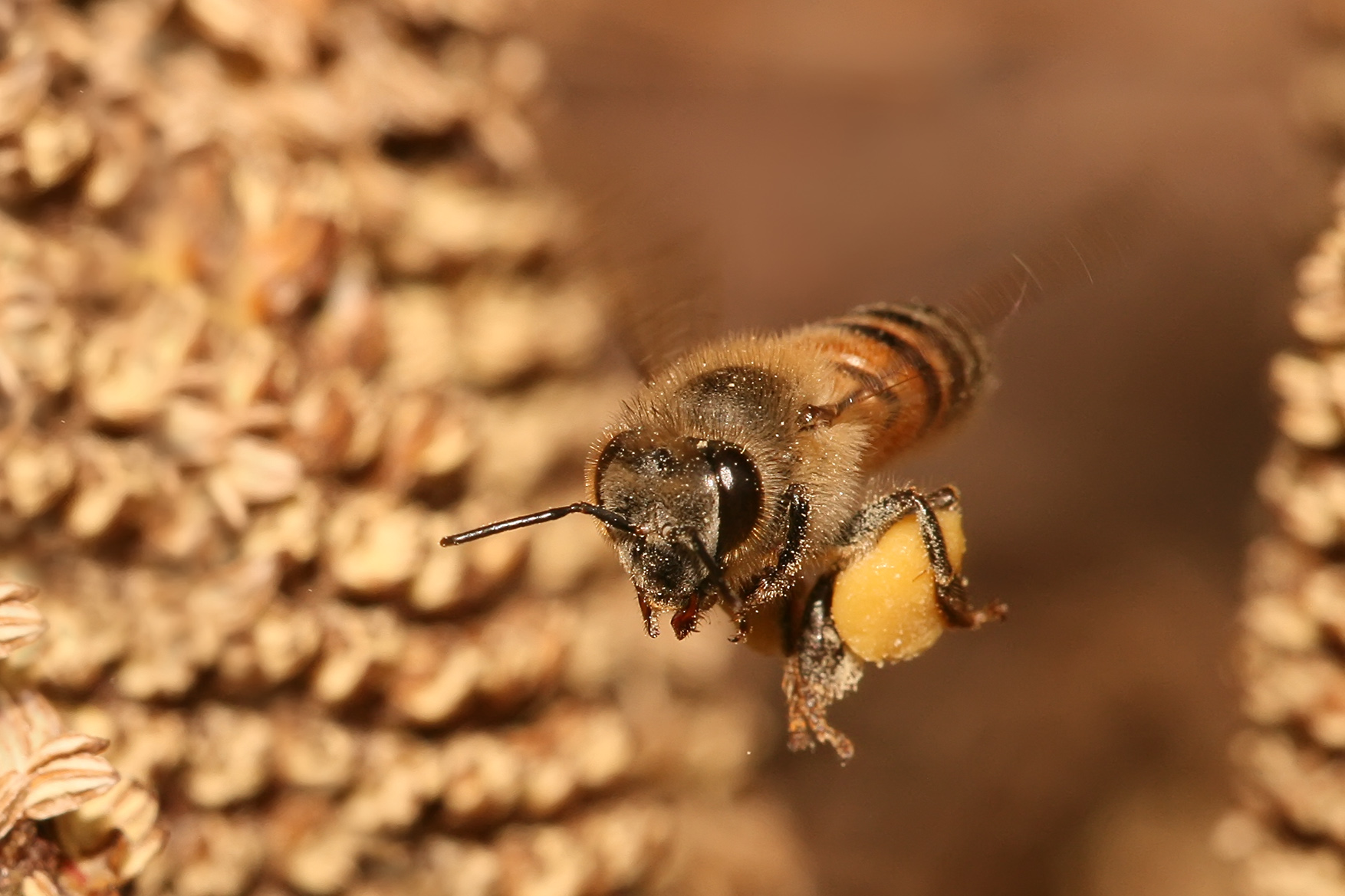
Abeja melífera forrajera volando de regreso a la colmena con polen y néctar.

Al regresar a la colmena con néctar, las abejas melíferas forrajeras necesitan conocer la relación actual entre las tasas de recolección y procesamiento de néctar en la colonia. Para ello, estiman el tiempo que tardan en encontrar una abeja almacenista, que descargará el néctar y lo almacenará. Cuanto más tiempo les lleve encontrarla, más ocupadas están las almacenistas y mayor será la tasa de recolección de néctar de la colonia.
Las abejas recolectoras también evalúan la calidad del néctar comparando el tiempo que tardan en descargarlo: un tiempo de descarga más largo indica un néctar de mayor calidad. Comparan su propio tiempo de descarga con el tiempo de descarga de otros recolectores presentes en la colmena y ajustan su comportamiento social en consecuencia. Por ejemplo, las abejas melíferas reducen la duración de su baile si consideran que su propio rendimiento es inferior.
Los científicos han demostrado que la anestesia interrumpe el reloj circadiano y afecta la percepción del tiempo de las abejas melíferas, tal como se observa en los humanos. Los experimentos revelaron que una anestesia general de 6 horas de duración retrasó significativamente el inicio del comportamiento de búsqueda de alimento de las abejas si se inducía durante el día, pero no si se inducía durante la noche.
Los abejorros pueden ser entrenados para responder a un estímulo después de que haya transcurrido un cierto intervalo de tiempo (generalmente varios segundos). Los estudios han demostrado que también pueden aprender a temporizar simultáneamente intervalos de distintas duraciones.
En un estudio se entrenaron colonias de 3 especies de hormigas del género Myrmica para asociar las sesiones de alimentación con diferentes momentos. Los entrenamientos duraron varios días, donde cada día el tiempo de alimentación se retrasó 20 minutos en comparación con el día anterior. En las 3 especies, al final del entrenamiento, la mayoría de los individuos estaban presentes en el lugar de alimentación en los tiempos esperados correctos, lo que sugiere que las hormigas son capaces de estimar el tiempo transcurrido, mantener en la memoria el tiempo de alimentación esperado y actuar de forma anticipada.

## Tipos de ilusiones temporales
Una ilusión temporal es una distorsión en la percepción del tiempo. Por ejemplo:
- estimar intervalos de tiempo, por ejemplo, «¿Cuándo fue la última vez que vio a su médico de atención primaria?»;
- estimar la duración de actividades, por ejemplo, «¿Cuánto tiempo estuvo esperando en el consultorio del médico?»; y
- juzgar la simultaneidad de los eventos (ver ejemplos a continuación).

Principales tipos de ilusiones temporales
- Efecto telescópico: las personas tienden a recordar los eventos recientes como si hubieran ocurrido más atrás en el tiempo de lo que realmente lo hicieron (telescópico hacia atrás) y los eventos distantes como si hubieran ocurrieran más recientemente (telescópico hacia adelante).
- Ley de Vierordt: los intervalos más cortos tienden a sobrestimarse, mientras que los intervalos más largos tienden a subestimarse.
- Los intervalos de tiempo asociados con más cambios pueden percibirse como más largos que los intervalos con menos cambios.
- La duración temporal percibida de una tarea dada puede acortarse con una mayor motivación.
- La duración temporal percibida de una tarea dada puede extenderse cuando esta tarea se divide o interrumpe.
- Los estímulos auditivos pueden parecer que duran más que los estímulos visuales.[42][43][44][45]
- Un estímulo más intenso, pero de igual duración que otro más débil, puede parecer que dura más.
- Los juicios de simultaneidad pueden manipularse mediante la exposición repetida a estímulos no simultáneos.

### Efecto kappa
El efecto Kappa o dilatación perceptiva del tiempo es una forma de ilusión temporal verificable experimentalmente. La persona sometida al experimento percibe que el intervalo temporal entre estímulos consecutivos es más largo o más corto que el real, debido a la separación espacial/auditiva/táctil entre cada estímulo consecutivo. El efecto kappa se puede mostrar cuando se considera un viaje realizado en 2 partes de distinto número de kilómetros, pero que llevan la misma cantidad de tiempo, porque la parte de mayor distancia se realiza a mayor velocidad. Al comparar mentalmente estos 2 subviajes, la parte que cubre más distancia puede parecer que lleva más tiempo.

### Movimientos oculares y "cronostasis"
La percepción del espacio y el tiempo sufre distorsiones durante los movimientos sacádicos (fijaciones de los ojos).La cronostasis es un tipo de ilusión temporal en la que la primera impresión que sigue a la percepción por el cerebro de un nuevo evento parece extenderse en el tiempo. 
Por ejemplo, la cronostasis ocurre cuando la persona se fija en un estímulo, inmediatamente después de un movimiento sacádico (p. ej., movimiento ocular rápido). Esto provoca una sobrestimación de la duración del estímulo. Este efecto puede extender la duración aparente hasta en 500 ms y es consistente con la idea de que el sistema visual modela eventos antes de la percepción.
La versión más conocida de esta ilusión se conoce como la ilusión del reloj parado, en la que la primera impresión que tiene un sujeto del movimiento del segundero de un reloj analógico es que se desplaza más lentamente de lo normal (da la impresión de que se congela un instante después de mirarla inicialmente).
La cronostasis no solo ocurre con el sentido de la vista, sino también con los del oído y el tacto. Un ejemplo común ocurre al hacer llamadas telefónicas. Si, mientras escuchan el tono de marcación, la persona sometida al experimento mueve el teléfono de un oído al otro, el tiempo entre timbres parece más largo. En el dominio táctil, la cronostasis se da cuando la persona agarra un objeto y luego lo sueltaː sistemáticamente sobrestima el tiempo que su mano ha estado en contacto con este objeto.

### Efecto de retardo del destello
En un experimento, se les dijo a los participantes que miraran fijamente un símbolo "x" fijo en la pantalla de una computadora en el que un anillo azul en movimiento en forma de donut rodeaba repetidamente este símbolo "x" fijo. De vez en cuando, el anillo mostraba un destello blanco durante una fracción de segundo que se superponía físicamente al interior del anillo. Sin embargo, cuando se preguntó a los participantes qué percibieron, respondieron que vieron el destello blanco rezagado detrás del centro del anillo en movimiento. En otras palabras, a pesar de que las 2 imágenes retinianas en realidad estaban alineadas espacialmente, por lo general se percibió que el destello seguía al anillo en movimiento. Esto se conoce como efecto de retraso del destello (flash-lag effect).
La primera explicación propuesta, denominada hipótesis de "extrapolación de movimiento", es que el sistema visual extrapola la posición de los objetos en movimiento pero no de los objetos que destellean cuando se tienen en cuenta los retrasos neuronales (es decir, el tiempo de retraso entre la imagen retiniana y la percepción del observador de la luz que destellea). 
La segunda explicación, propuesta por David Eagleman y Sejnowski, llamada hipótesis de la "diferencia de latencia", es que el sistema visual procesa los objetos en movimiento a un ritmo más rápido que los objetos con destellos. En un intento por refutar la primera hipótesis, David Eagleman realizó un experimento en el que el anillo en movimiento repentinamente invierte la dirección para girar en el otro sentido mientras el objeto destellante aparece brevemente. Si la primera hipótesis fuera correcta, se esperaría que, inmediatamente después de la inversión, se observaría que el objeto en movimiento se retrasaba con respecto al objeto iluminado. Sin embargo, el experimento reveló lo contrario: inmediatamente después de la inversión, se observó que el objeto destellante se rezagaba detrás del objeto en movimiento. 
Este resultado experimental apoya la hipótesis de la "diferencia de latencia". Un estudio reciente intenta conciliar estos diferentes enfoques al tratar la percepción como un mecanismo de inferencia que tiene como objetivo describir lo que está sucediendo en el momento presente.

### Efecto del bicho raro
Las personas suelen sobrestimar la duración percibida del evento inicial y final en una secuencia de eventos idénticos. Este "efecto del bicho raro" (oddball effect) puede cumplir una función de "alerta" adaptada evolutivamente y es coherente con los informes de que, en situaciones amenazantes, las personas perciben que el tiempo pasa más lentamente. El efecto parece ser más fuerte para las imágenes cuyo tamaño en la retina aumenta porque se acercan al espectador, y viceversa, más débil cuando las imágenes disminuyen porque el objeto se está alejando. El efecto también se reduce o se invierte con un bicho raro estático presentado dentro de un flujo de estímulos crecientes.
Los estudios iniciales sugirieron que esta "dilatación subjetiva del tiempo" amplió la duración percibida de los estímulos amenazantes entre un 30 y un 50 %, pero investigaciones posteriores redujeron esta ampliación a alrededor del 10 % o menos. El sentido del efecto (un aumento o una disminución de la duración percibida del estímulo) también parece depender de qué estímulo se utiliza.

### Reversión de la causalidad temporal
Cuando 2 acontecimientos suceden frecuentemente uno después de otro (por ejemplo, llueve y una puerta se atasca), tendemos a juzgar que el primero es causa y el segundo, efecto. Esto es una falacia lógica ya advertida hace siglos (Post hoc ergo propter hoc). Pues bien, numerosos hallazgos experimentales sugieren que los juicios de orden temporal de las acciones que preceden a los efectos pueden invertirse en circunstancias especiales. 
Los experimentos han demostrado que los juicios de simultaneidad sensorial (la persona juzga si 2 estímulos suceden a la vez) pueden manipularse mediante la exposición repetida a estímulos no simultáneos. En un experimento realizado por David Eagleman, se indujo una inversión del juicio de orden temporal en sujetos al exponerlos a consecuencias motoras retardadas. 
En el experimento, los sujetos jugaron a varios videojuegos. Sin que los sujetos lo supieran, los experimentadores introdujeron un retraso fijo entre los movimientos del ratón y la retroalimentación sensorial posterior. Por ejemplo, un sujeto no veía moverse el cursor en la pantalla hasta 150 milisegundos después de que su mano hubiera desplazado el ratón. Los participantes se adaptaron rápidamente a la demora y sintieron que había menos demora entre el movimiento del ratón y el del cursor en la pantalla. Entonces los experimentadores eliminaron el retraso y los sujetos percibieron que el cursor en la pantalla se movía antes de que su mano desplazara el ratón. 
Este trabajo aborda cómo el momento percibido de los efectos es modulado por las expectativas y la medida en que tales predicciones son rápidamente modificables.
En otro experimento realizado por Haggard y sus colegas en 2002, los participantes apretaban un botón que desencadenaba un destello de luz a distancia, tras un ligero retraso de 100 milisegundos. Al participar repetidamente en este acto, los sujetos se adaptaron a la demora (es decir, percibieron un acortamiento gradual en el intervalo de tiempo entre presionar el botón y ver el destello). Entonces los experimentadores hicieron que el destello se mostrara inmediatamente después de presionar el botón. Consiguieron así que los sujetos a menudo pensaran que el destello (el efecto) había ocurrido antes de presionar el botón (la causa). Además, cuando los experimentadores redujeron ligeramente la demora y acortaron la distancia espacial entre el botón y el destello de luz, los participantes a menudo afirmaron haber experimentado el efecto antes que la causa.
Varios experimentos también sugieren que el juicio del orden temporal de un par de estímulos táctiles administrados en rápida sucesión, uno en cada mano, se ve notablemente afectado (es decir, se consigue que el sujeto perciba algo contrario a la realidad) al cruzar las manos sobre la línea media. Sin embargo, los sujetos con ceguera congénita no mostraron ningún rastro de inversión del juicio de orden temporal después de cruzar las manos. 
Estos resultados sugieren que las señales táctiles captadas por los ciegos congénitos están ordenadas en el tiempo sin estar referidas a una representación visuoespacial. A diferencia de los sujetos con ceguera congénita, los juicios de orden temporal de los sujetos ciegos de inicio tardío se vieron afectados, en un grado similar al de los sujetos no ciegos, al cruzar las manos . 
Estos resultados sugieren que las asociaciones entre las señales táctiles y la representación visoespacial se mantienen una vez que se logran durante la infancia. Algunos estudios de investigación también han encontrado que los sujetos mostraron un déficit menor en los juicios de orden temporal táctil cuando los brazos estaban cruzados detrás de la espalda que cuando estaban cruzados delante del pecho.

## Asociaciones fisiológicas

### Taquipsiquia
La taquipsiquia es una condición neurológica que altera la percepción del tiempo, generalmente inducida por el esfuerzo físico, el uso de drogas o un evento traumático . Para alguien afectado por taquipsiquia, el tiempo se alarga, haciendo que los eventos parezcan ralentizarse, o se contrae, y los objetos parecen moverse en un velo borroso.

### Efectos de los estados emocionales

#### Pasmo
La investigación ha sugerido que el sentimiento de asombro tiene la capacidad de expandir las percepciones de la disponibilidad de tiempo. El pasmo se puede describir como una experiencia de vastedad perceptual centrada en algo concreto. En consecuencia, la persona pasmada percibe que el tiempo pasa más despacio. La percepción del tiempo puede diferir según la persona elija entre saborear los momentos o diferir la gratificación.

#### Miedo
Posiblemente relacionado con el efecto bicho raro, la investigación sugiere que el tiempo parece ralentizarse para una persona durante eventos peligrosos (como un accidente automovilístico, un robo o cuando una persona percibe a un posible depredador o compañero), o cuando una persona salta en paracaídas o hace puentingː es capaz de pensamientos complejos en lo que normalmente sería un abrir y cerrar de ojos (ver Respuesta de lucha o huida). Esta desaceleración de la percepción temporal puede haber sido evolutivamente ventajosa al mejorar la capacidad de tomar decisiones rápidas en momentos críticos para la supervivencia. Sin embargo, a pesar de que las personas en esas situaciones suelen contar luego que, durante ellas, el tiempo parece haberse movido a cámara lenta, no está claro si esto es un efecto de una mayor resolución de tiempo durante la situación o, en cambio, una ilusión creada por el recuerdo de un evento emocionalmente destacado.
Se ha observado un fuerte efecto de dilatación del tiempo para la percepción de los objetos que se acercan al sujeto experimental, pero no de los que se alejan. Esto sugiere que, cuando el sujeto contempla en una pantalla un disco que va aumentando de tamaña (simulando un objeto que se acerca), se desencadenan procesos autorreferenciales que actúan para señalar la presencia de un posible peligro.
Las personas ansiosas o con mucho miedo experimentan una mayor "dilatación del tiempo" en respuesta a los mismos estímulos de amenaza debido a los niveles más altos de epinefrina, lo que aumenta la actividad cerebral (un subidón de adrenalina). En tales circunstancias, una ilusión de dilatación del tiempo podría ayudar a escapar. Cuando se expuso a una amenaza a niños de 3 años, se observó que también tendían a sobrestimar el tiempo transcurrido.
La investigación sugiere que el efecto aparece solo cuando se recuerdan los hechos, en lugar de aparecer también en el momento en que suceden los hechos. Esto se dedujo de un experimento en que se midieron habilidades perceptivas durante una experiencia aterradora, una caída libre, testando la sensibilidad de los sujetos a estímulos parpadeantes. Los resultados mostraron que la resolución temporal de los sujetos no mejoró mientras ocurría el evento aterrador. La percepción de que duró más tiempo solo aparece cuando se rememora, posiblemente porque los recuerdos se acumularon más densamente durante la situación aterradora.
Otros investigadores sugieren que variables adicionales podrían conducir a un estado de conciencia diferente en el que se produzca una percepción del tiempo alterada durante un evento. La investigación demuestra que el procesamiento sensorial visual aumenta en escenarios que implican preparación para la acción. A los participantes en otro experimento se les presentaron símbolos rápidamente. Cuando se preparaban para moverse detectaban más símbolos que cuando su perspectiva era estar quietos.
Las personas a las que se les mostraban extractos de películas conocidas por inducir miedo a menudo sobrestimaban el tiempo transcurrido de un estímulo visual presentado posteriormente, mientras que las personas a quienes se les mostraban clips emocionalmente neutrales (pronósticos del tiempo y actualizaciones del mercado de valores), u otros que evocaban sentimientos de tristeza, estimaban correctamente la duración del estímulo posterior. 
Se argumenta que el miedo provoca un estado de excitación en la amígdala, lo que aumenta la frecuencia de un hipotético "reloj interno". Esto podría ser el resultado de un mecanismo defensivo evolucionado desencadenado por una situación amenazante. Las personas que experimentan eventos repentinos o sorprendentes, reales o imaginarios (p. ej., presenciar un crimen o creer que están viendo un fantasma), pueden sobrestimar la duración del evento.

### Cambios con la edad
Los psicólogos han descubierto que la percepción subjetiva del paso del tiempo tiende a acelerarse con la edad. Esto a menudo hace que las personas subestimen cada vez más un determinado intervalo de tiempo a medida que envejecen. Este hecho probablemente se puede atribuir a una variedad de cambios relacionados con la edad en el cerebro que envejece, como la disminución de los niveles dopaminérgicos con la edad; sin embargo, los detalles aún se están debatiendo.
Los niños muy pequeños experimentarán por primera vez el paso del tiempo cuando puedan percibir subjetivamente y reflexionar sobre el desarrollo de una colección de eventos. La conciencia del tiempo de un niño se desarrolla durante la infancia, cuando se forman las capacidades de atención y memoria a corto plazo del niño; se cree que este proceso de desarrollo depende de la maduración lenta de la corteza prefrontal y el hipocampo.
La explicación habitual es que la mayoría de las experiencias externas e internas son nuevas para los niños pequeños, pero repetitivas para los adultos. Los niños tienen que estar muy centrados (es decir, dedicar muchos recursos neuronales o una atención muy intensa) en el presente, porque deben reconfigurar constantemente sus modelos mentales del mundo para asimilarlo y manejar su comportamiento adecuadamente.
Los adultos, sin embargo, rara vez necesitan salir de los hábitos mentales y las rutinas externas. Cuando un adulto experimenta con frecuencia los mismos estímulos, estos pueden parecer "invisibles" como resultado de haber sido suficientemente mapeados por el cerebro. Este fenómeno se conoce como adaptación neural. De esta forma el cerebro grabará menos recuerdos intensos durante esos frecuentes momentos de desvinculación del presente. En consecuencia, la percepción subjetiva es a menudo que el tiempo pasa a un ritmo más rápido con la edad.

#### Proporcional al tiempo real
Sea S el tiempo subjetivo, R el tiempo real y sean ambos cero al nacer la persona.
Un modelo propone que el paso del tiempo subjetivo relativo al tiempo real es inversamente proporcional al tiempo real:
{\displaystyle {\frac {dS}{dR}}={\frac {K}{R}}}
Cuando se resuelve, {\displaystyle S_{2}-S_{1}=K(\log {R_{2}}-\log {R_{1}})=K\log {\left({R_{2}}/{R_{1}}\right)}} .
Un día sería aproximadamente 1/4 000 de la vida de un niño de 11 años, pero aproximadamente 1/20 000 de la vida de un adulto de 55 años. Esto ayuda a explicar por qué un día normal y aleatorio puede parecer más largo para un niño pequeño que para un adulto. Entonces, un año sería experimentado por una persona de 55 años como si pasara aproximadamente 5 veces más rápido que para otra de 11 años. 
Si la percepción del tiempo a largo plazo se basa únicamente en la proporcionalidad de la edad, entonces a una persona los siguientes 4 períodos de su vida le parecerían de igual duración: de los 5 a los 10 años (1x), de los 10 a los 20 (2x), de los 20 a los 40 (4x), y de los 40 a los 80 (8x), ya que la edad final es el doble de la edad inicial. Sin embargo, esto no funciona para el período de 0 a 10 años, que corresponde con el período de 10 a ∞.

#### Proporcional al tiempo subjetivo
Lemlich postula que el paso del tiempo subjetivo en relación con el tiempo real es inversamente proporcional al tiempo subjetivo total, en lugar del tiempo real total:
{\displaystyle {\frac {dS}{dR}}={\frac {K}{S}}}
Cuando se resuelve matemáticamente,
{\displaystyle S^{2}=2KR+C}
Este planteamiento evita el problema del tiempo subjetivo infinito que pasa de la edad real de 0 a 1 año, ya que la asíntota se puede integrar en una integral impropia. Usando las condiciones iniciales S = 0 cuando R = 0 y K > 0,
{\displaystyle S={\sqrt {2KR}}}
{\displaystyle {\frac {dS}{dR}}={\sqrt {\frac {K}{2R}}}}
Esto significa que el tiempo parece pasar en proporción a la raíz cuadrada de la edad real del perceptor, en lugar de ser directamente proporcional. Según este modelo, una persona de 55 años experimentaría subjetivamente que el tiempo pasa 2¼ veces más rápido que una persona de 11 años, en lugar de 5 veces con el planteamiento anterior (proporcional al tiempo real). Esto significa que los siguientes períodos de la vida le parecerían a la persona de igual duración: edades 0 a 1, 1 a 4, 4 a 9, 9 a 16, 16 a 25, 25 a 36, 36 a 49, 49 a 64, 64 a 81, 81–100, 100–121.
En un estudio, los participantes proporcionaron consistentemente respuestas que se ajustaban a este modelo cuando se les preguntó acerca de la percepción del tiempo a 1/4 de su edad, pero fueron menos consistentes para 1/2 de su edad. Sus respuestas sugieren que este modelo es más preciso que el anterior.
Una consecuencia de este modelo es que la fracción de vida subjetiva que queda es siempre menor que la fracción de vida real que queda, pero siempre es más de la mitad de la vida real que queda. Esto se puede ver por {\displaystyle 0<S<S_{f}} y {\displaystyle 0<R<R_{f}} :
{\displaystyle {\frac {1}{2}}\left(1-{\frac {R}{R_{f}}}\right)<1-{\frac {S}{S_{f}}}<1-{\frac {R}{R_{f}}}}

### Efectos de las drogas en la percepción del tiempo
Los estimulantes como la tiroxina, la cafeína y las anfetaminas conducen a la sobrestimación de los intervalos de tiempo tanto en humanos como en ratas, mientras que los depresores y anestésicos como los barbitúricos o el óxido nitroso pueden tener el efecto contrario y conducir a la subestimación de los intervalos de tiempo. Esto puede ser debido al nivel de actividad en el cerebro de neurotransmisores como la dopamina y la norepinefrina.
Una investigación sobre individuos dependientes de estimulantes (SDI, por sus siglas en inglés) mostró varias características anormales de procesamiento del tiempo, incluidas mayores diferencias cuando tenían que decir, al presentarles 2 estímulos, cuál duraba más. También sobrestimaron la duración de un intervalo de tiempo relativamente largo. El procesamiento y la percepción del tiempo alterados en los SDI podrían explicar la dificultad que tienen para retrasar la gratificación.
Otra investigación estudió el efecto dependiente de la dosis en personas dependientes de metanfetamina con abstinencia a corto plazo y sus efectos en la percepción del tiempo. Los resultados muestran que el tiempo motor, se alteró en los dependientes de metanfetamina y la alteración persistió durante al menos 3 meses de abstinencia. Sin embargo no se observaron cambios en el tiempo perceptual. Los efectos dependientes de la dosis en la percepción del tiempo solo se observaron cuando los adictos a la metanfetamina abstinentes a corto plazo procesaron largos intervalos de tiempo. El estudio concluyó que la alteración de la percepción del tiempo en los dependientes de la metanfetamina es específica de la tarea y dependiente de la dosis.
El efecto del cannabis en la percepción del tiempo se ha estudiado con resultados no concluyentes, principalmente debido a las variaciones metodológicas y la escasez de investigación. Aunque el 70 % de los estudios de estimación del tiempo hallan sobrestimación, los hallazgos de los estudios de producción y reproducción del tiempo siguen sin ser concluyentes.
Los estudios muestran consistentemente a lo largo de la literatura que la mayoría de los consumidores de cannabis perciben el tiempo más lentamente. En el laboratorio, los investigadores han confirmado el efecto del cannabis sobre la percepción del tiempo tanto en humanos como en animales. Usando tomografía por emisión de positrones (PET por sus siglas en inglés) se observó que los participantes que mostraban una disminución en el flujo sanguíneo cerebeloso (FSC) también tenían una alteración significativa en el sentido del tiempo. La relación entre la disminución del FSC y la alteración del sentido del tiempo es de interés, ya que el cerebelo está vinculado a un sistema de tiempo interno.

### Efectos de la temperatura corporal
La hipótesis del reloj químico implica un vínculo causal entre la temperatura corporal y la percepción del tiempo.
Trabajos anteriores muestran que el aumento de la temperatura corporal tiende a hacer que las personas experimenten una percepción dilatada del tiempo y perciban duraciones más cortas de lo que realmente eran, lo que en última instancia los lleva a subestimar las duraciones de tiempo. 
Si bien la disminución de la temperatura corporal tiene el efecto opuesto, lo que hace que los participantes experimenten una percepción condensada del tiempo que los lleva a sobrestimar la duración del tiempo, las observaciones de este último tipo fueron raras.
La investigación establece un efecto paramétrico de la temperatura corporal en la percepción del tiempo con temperaturas más altas que generalmente producen un tiempo subjetivo más rápido y viceversa. Esto se intensifica bajo cambios en los niveles de excitación y eventos estresantes.

## Aplicaciones
Dado que el tiempo subjetivo es medible, a través de información como los latidos del corazón o las acciones realizadas dentro de un período de tiempo, existen aplicaciones analíticas para la percepción del tiempo.

### Redes sociales
La percepción del tiempo se puede utilizar como una herramienta en las redes sociales para definir las experiencias subjetivas de cada nodo dentro de un sistema. Este método se puede utilizar para estudiar la psicología de los personajes en dramas, tanto cinematográficos como literarios, analizados por las redes sociales. El tiempo subjetivo de cada personaje puede calcularse, con métodos tan simples como el cómputo de palabras, y compararse con el tiempo real de la historia para arrojar luz sobre sus estados internos.

## Para saber más
- Le Poidevin R (Winter 2004). "The Experience and Perception of Time". In Zalta EN (ed.). The Stanford Encyclopedia of Philosophy.
- Hodder A (1901). "Chapter II, The Specious Present". The adversaries of the sceptic; or, The specious present, a new inquiry into human knowledge. London: S. Sonnenschein &. pp. 36–56.
- Underwood G, Swain RA (1973). "Selectivity of attention and the perception of duration". Perception. 2 (1): 101–5. doi:10.1068/p020101. PMID 4777562. S2CID 40724290.
- Brown SW, Stubbs DA (1992). "Attention and interference in prospective and retrospective timing". Perception. 21 (4): 545–57. doi:10.1068/p210545. PMID 1437469. S2CID 28277293.
- Eagleman DM, Tse PU, Buonomano D, Janssen P, Nobre AC, Holcombe AO (November 2005). "Time and the brain: how subjective time relates to neural time". The Journal of Neuroscience. 25 (45): 10369–71. doi:10.1523/JNEUROSCI.3487-05.2005. PMC 6725822. PMID 16280574.
- Slanger TG (1988). "Evidence for a Short-Period Internal Clock in Humans" (PDF). Journal of Scientific Exploration. 2 (2): 203–216. Archived from the original (PDF) on 2011-08-09. Retrieved 2011-10-02.[unreliable source?]
- Le Poidevin R (2007). The images of time: an essay on temporal representation. Oxford, UK: Oxford University Press. ISBN 978-0-19-926589-3.